# 铜马 (焦作地标)
铜马是中华人民共和国河南省焦作市民主路与建设路交叉口的铜制雕塑，建于1985年。该雕塑原名腾飞，坊间俗称铜马，并有一个汽车站和多间商铺以铜马命名。雕塑长12米、高13米、重7吨。